# Понеділок — день важкий
Понеділок — день важкий (рос. Понедельник — день тяжёлый) — радянський чорно-білий комедійний художній фільм 1963 року, знятий режисером Іваном Лукінським на Кіностудії ім. М. Горького.

## Сюжет
За однойменним романом-фельєтоном А. Васильєва. Товариство на паях «Тонап» організувало випуск продуктів харчування. Голова підпільної організації Христофоров, стурбований збутом продукції, розробив операцію зі зближення з міськпромрадою: напросився на зустріч, а до понеділка доручив Стряпкову підшукати подарунок. Проте стався казус: у ковбасі було виявлено заводну голівку від золотого годинника Євлампія Кокіна, майстра ковбасного цеху.

## У ролях
- Іван Воронов — Юрій Андрійович Христофоров, завідувач торгового відділу
- Микола Гриценко — Кузьма Єгорович Стряпков
- Віктор Чекмарьов — Яків Михайлович Каблуков
- Станіслав Хітров — Євлампій Кокін, майстер ковбасного цеху
- Людмила Хитяєва — Анна Тимофіївна Соловйова
- Олена Понсова — Марія Антонівна Королькова
- Тамара Совчі — Зоя Христофорова
- Віктор Петров — Вася Каблуков
- Володимир Муравйов — Олексій Потапович Латишев, директор ресторану
- Юрій Медведєв — Сухов
- Марина Гаврилко — Марія Павлівна Каблукова
- Євгенія Мельникова — Олена Сергіївна
- Владислав Баландін — Петро Іванович
- Павло Винник — Поляков
- Валентина Владимирова — тітка Паша, прибиральниця
- Маргарита Жарова — Дуся, офіціантка
- Анатолій Ігнатьєв — Борзов
- Анатолій Кубацький — епізод
- Євген Новиков — лейтенант Столяров
- Іван Рижов — Прохоров, гардеробник
- Філімон Сергєєв — агітатор
- Світлана Дружиніна — Удальцова
- Олексій Смирнов — кухар у кафе-ресторані
- Микола Нікітіч — юрист
- Єлизавета Нікіщихіна — громадська діячка
- Лев Степанов — Сосков, член «Тонапу»
- Гавриїл Бєлов — свідок
- Анастасія Зуєва — посудомийка
- Ольга Маркіна — чергова швидкої допомоги
- Світлана Харитонова — Зінаїда Павлівна
- Всеволод Тягушев — епізод
- Микола Александрович — текст від автора

## Знімальна група
- Режисер — Іван Лукінський
- Сценарист — Аркадій Васильєв
- Оператор — Граїр Гарібян
- Композитор — Вадим Гамалія
- Художник — Людмила Безсмертнова